# Löwenburg JU
| JU ist das Kürzel für den Kanton Jura in der Schweiz. Es wird verwendet, um Verwechslungen mit anderen Einträgen des Namens Löwenburg zu vermeiden. |

Löwenburg (mundartlich dr Läibrg) ist ein zur Gemeinde Pleigne im Schweizer Kanton Jura gehöriger Weiler und besteht aus einer Burgruine (13./14. Jahrhundert) sowie aus einem Wehrhof (16. Jahrhundert), der ins kantonale und eidgenössische Denkmalschutzregister aufgenommen worden ist. Die Siedlungs- und Baugeschichte Löwenburgs ist in einem eigenen Museum dargestellt.
Löwenburg liegt in Spornlage auf einem Plateau über dem Lützeltal (585 m ü. M.), an einem alten Juraübergang zwischen dem Südelsass und der Pierre-Pertuis-Route von Basel nach Biel. Der Weiler bildet den deutschsprachigen Teil der ansonsten französischsprachigen Gemeinde Pleigne und ist deutschsprachigem Gebiet benachbart (Gemeinden Ederswiler und Roggenburg).

## Vorgeschichte und Mittelalter
Erste menschliche Spuren im Gebiet der Löwenburg stammen aus der Mittel- und Jungsteinzeit; gefunden wurden verschiedene Geräte und Abschläge, die den Abbau und die Verarbeitung von Silex belegen. Eine eigentliche Ansiedlung scheint nicht vor dem Hochmittelalter stattgefunden zu haben. Die Gründung der Burg, noch als Holzbau, dürfte gemäss archäologischen Befunden im späten 10. Jahrhundert erfolgt sein; die erste urkundliche Erwähnung der Löwenburg stammt von 1271. Ebenfalls seit der ersten Jahrtausendwende befand sich neben der Burg ein Meierhof. Die Burg wurde kurz vor 1200 erstmals in Stein ausgeführt (vorerst nur als primitive Ringmauer) und bereits Mitte des 13. Jahrhunderts völlig umgestaltet zu einer sowohl verteidigungsmächtigen (massiver Bruchsteinverband) als auch repräsentativen (Sandsteinarbeiten, Ziegeldächer, Kachelöfen, Butzenscheiben) Festung. Die Bedeutung der Anlage zeigt sich darin, dass sie umgehend wiederhergestellt wurde, nachdem sie vor 1300 vollständig ausbrannte. Das Basler Erdbeben von 1356 führte zur Zerstörung und Neubau von Bergfried und Zisterne. Kleinere Ausbauten geschahen noch im 15. Jahrhundert.
Besitzerin von Löwenburg war eine Sundgauer Adelsfamilie, die spätestens 1235 einen Löwen im Wappen führte, woraus sich dann der Name der Burg ableitete. Burg und Hof waren ursprünglich ein Allod (Eigenbesitz) der Herren von Löwenburg, wurden aber Mitte des 13. Jahrhunderts ein Lehen der Grafen von Pfirt, im 14. Jahrhundert eines der Herzöge von Habsburg. Durch Heirat und Erbgang ging der Besitz kurz nach 1360 in den Gütern der Basler Ritterfamilie Münch von Münchenstein auf, die die Löwenburg auch häufig aufsuchte. Aus Geldnot verkauften die Münch den Löwenburger Grundbesitz 1526 an das nahegelegene Kloster Lützel; dieses liess die Befestigungsanlage verfallen, baute dafür aber den Gutshof zu einer Wehranlage aus.

## Neuzeit und Gegenwart
Der ursprüngliche Meierhof dürfte ein einfacher Sennhof gewesen sein, möglicherweise mit einigen Wehrbauten. Das Defensionale (Verteidigungsbündnis) von 1580 zwischen dem Bischof von Basel und den katholischen Orten der Eidgenossenschaft veranlasste den Abt von Lützel Beatus Papa, einen grossangelegten Neubau zu unternehmen; ca. 1585–1600 entstand zuerst ein dreiteiliger Wohn- und Verwaltungstrakt, anschliessend eine kirchengleiche Kapelle, schliesslich Wehrgang und Torturm. Der Bau, in dem sich nachgotische Wohn-, Wehr- und Sakralarchitektur verbanden, blieb ein Torso; ein bischöflicher Einspruch und der Unfalltod des Abts 1597 verhinderten die Vollendung zu einer eigentlichen Festung mit Kleinstadtcharakter. (Weitere bedeutende Ausbauten des Gutshofs geschahen erst im 18. Jahrhundert: Ergänzung des Wohntrakts durch einen weiteren, 1820 erneuerten Kopfbau; Pächter- und Gästehaus; Käserei und Scheune.) Gleichwohl benutzte der Konvent des Klosters Lützel das Hofgut als Zufluchtsstätte während des Dreissigjährigen Kriegs, und mehrere Äbte und Angehörige des Konvents wurden in der Kapelle begraben. Die Kapelle erhielt allerdings nie den Status einer Pfarrkirche, wie auch Löwenburg nie eine Propstei Lützels wurde.
Infolge der französischen Revolution und des Untergangs von Fürstbistum Basel und Kloster Lützel gelangte Löwenburg erst in Staatsbesitz und ab 1796 allmählich in private Hände. 1956 kaufte die Basler Christoph Merian Stiftung das Hofgut samt Ruine und liess es 1963–1966 umfassend restaurieren. Auch sind seit den 1960er-Jahren mehrere neue Gebäude für den ununterbrochen weitergeführten Landwirtschaftsbetrieb (ursprünglich Milchwirtschaft, seit Mitte der 1970er-Jahre extensiver Grünlandbetrieb mit Mutterkuhhaltung) entstanden.

## Museum
1961 ist in der alten Käserei ein lokalgeschichtliches Museum eingerichtet worden, das 1995–1996 umfassend renoviert worden ist. Ausgestellt sind einerseits vorgeschichtliche Funde, die aus der nahegelegenen Silexverarbeitung (Spitzen, Schaber, Messer und Bohrer) stammen. Artefakte aus dem Bereich der Burgruine dokumentieren anderseits das mittelalterliche Alltagsleben: Ofenkacheln, Keramik, Tonfliesen, Waffen, Münzen, Jagd-, Kriegs- und Landwirtschaftsgeräte sowie Beigaben der Mönchsgräber; besonders wertvoll ist ein Papstsiegel. Ein Rekonstruktionsmodell veranschaulicht die Burg in intaktem Zustand.